# Zonska nogometna liga Zenica 1961./62.
Zonska nogometna liga Zenica (također i kao Zonska liga Zeničkog nogometnog saveza) je bila liga četvrtog stupnja nogometnog prvenstva Jugoslavije u sezoni 1961./62. 
 Sudjelovalo je 10 klubova, a prvak je bio "Z.S.K." iz Zenice. 

## Ljestvica
| mj. | klub                 | ut. | pob. | ner. | por. | gol+ | gol- | bod |
| --- | -------------------- | --- | ---- | ---- | ---- | ---- | ---- | --- |
| 1.  | Z.S.K. Zenica        | 18  | 15   | 2    | 1    | 65   | 18   | 32  |
| 2.  | Lašva Dolac          | 18  | 8    | 5    | 5    | 41   | 27   | 23  |
| 3.  | Krivaja Zavidovići   | 18  | 9    | 3    | 6    | 36   | 29   | 21  |
| 4.  | Vlašić Turbe         | 18  | 8    | 4    | 6    | 50   | 39   | 20  |
| 5.  | Elektrobosna Jajce   | 18  | 6    | 5    | 7    | 42   | 32   | 19  |
| 6.  | Metalac Novi Travnik | 18  | 7    | 4    | 7    | 29   | 38   | 18  |
| 7.  | Radnik Vitez         | 18  | 8    | 3    | 7    | 48   | 54   | 18  |
| 8.  | Radnik Donji Vakuf   | 18  | 5    | 4    | 9    | 31   | 45   | 14  |
| 9.  | Željezničar Zenica   | 18  | 5    | 1    | 12   | 28   | 44   | 11  |
| 10. | Orlovik Žepče        | 18  | 2    | 1    | 15   | 19   | 60   | 7   |

- Dolac – skraćeni naziv za Dolac na Lašvi
- "Z.S.K." iz Zenice, se također često piše i kao samo "ZSK"

## Rezultatska križaljka
| kratica | klub                 | ELE | KRI | LAŠ | MET | ORL | RADDV | RADV | VLA | ZSK | ŽELJ |
| --- | -------------------- | --- | --- | --- | --- | --- | ----- | ---- | --- | --- | ---- |
| ELE | Elektrobosna Jajce   |     |     |     |     |     |       |      |     |     |      |
| KRI | Krivaja Zavidovići   |     |     |     |     |     |       |      |     |     |      |
| LAŠ | Lašva Dolac          |     |     |     |     |     |       |      |     |     |      |
| MET | Metalac Novi Travnik |     |     |     |     |     |       |      |     |     |      |
| ORL | Orlovik Žepče        |     |     |     |     |     |       |      |     |     |      |
| RADDV | Radnik Donji Vakuf   |     |     |     |     |     |       |      |     |     |      |
| RADV | Radnik Vitez         |     |     |     |     |     |       |      |     |     |      |
| VLA | Vlašić Turbe         |     |     |     |     |     |       |      |     |     |      |
| ZSK | Z.S.K. Zenica        |     |     |     |     |     |       |      |     |     |      |
| ŽELJ | Željezničar Zenica   |     |     |     |     |     |       |      |     |     |      |
| |                      |     |     |     |     |     |       |      |     |     |      |
| podebljan rezultat - utakmice od 1. do 9. kola (1. utakmica između klubova) rezultat normalne debljine - utakmice od 10. do 18. kola (2. utakmica između klubova) rezultat nakošen - nije vidljiv redoslijed odigravanja međusobnih utakmica iz dostupnih izvora rezultat nakošen i smanjen * - iz dostupnih izvora nije uočljiv domaćin susreta prekrižen rezultat - poništena ili brisana utakmica p - utakmica prekinuta 3:0 p.f. / 0:3 p.f. - rezultat 3:0 bez borbe n.i. - nije igrano |                      |     |     |     |     |     |       |      |     |     |      |

 Izvori: 

## Unutrašnje poveznice
- Međuzonska liga BiH 1961./62.
- Međupodsavezna liga Banja Luka 1961./62.